# Січова рада

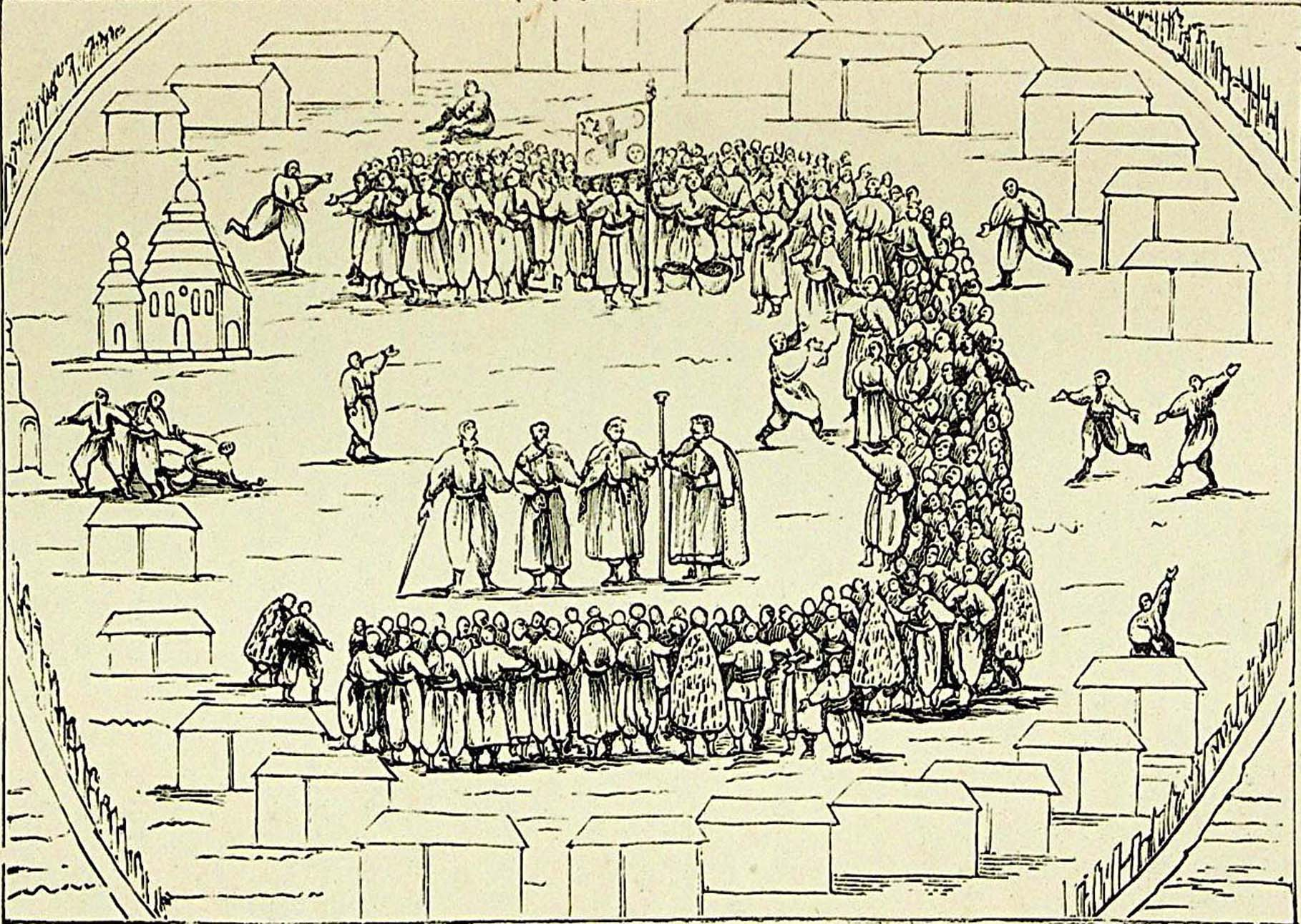
Січова рада Запорозьких козаків

Січова́ ра́да — найвищий орган влади на Запорожжі, який вирішував справи законодавства, управління і суду, участі війська у війні й укладання миру; обирав і скликав кошову старшину з кошовим отаманом на чолі.
Січова Рада мала також деякі господарчі функції, розподіляючи поміж січовими куренями земельні і рибальські дільниці для спільного господарювання. Бувши органом типу прямого народоправства, Січова Рада зберігала права кожного січового козака на участь в її зборах. Ці збори відбувалися неперіодично на центрі січового майдану. В ухвалі переважала більшість присутніх, визначена на око, без підрахунку голосів.
Із правничого погляду Січова Рада мала найвищі судові повноваження і могла проводити розслідування щодо найвищих посадовців Січі. Радою козаки могли зміщувати/карати кошових отаманів, писарів та ін. старшину, а також послів, які підозрювались у неналежному виконанні обов’язків чи зраді інтересів Коша Запорозької Січі. Суворість судових рішень козацької ради могла сягати не лише позбавлення посад і доброго імені, але, часом, і життя.
За останнього часу існування Запоріжжя Січова Рада втратила своє значення на користь кошової старшини.